# Старый эвкалипт (Южная Австралия)
Старый эвкалипт (англ. The Old Gum Tree), или Дерево провозглашения (англ. The Proclamation Tree), — историческое дерево в пригороде Аделаиды Гленелг-Норт в Южной Австралии. Около этого дерева 28 декабря 1836 года британский губернатор Джон Хайндмарш произнёс прокламацию, объявляющую об учреждении правительства в колонии Южной Австралии. Каждый год в День провозглашения проводится церемония, на которой текущий губернатор зачитывает оригинальную речь Хайндмарша.

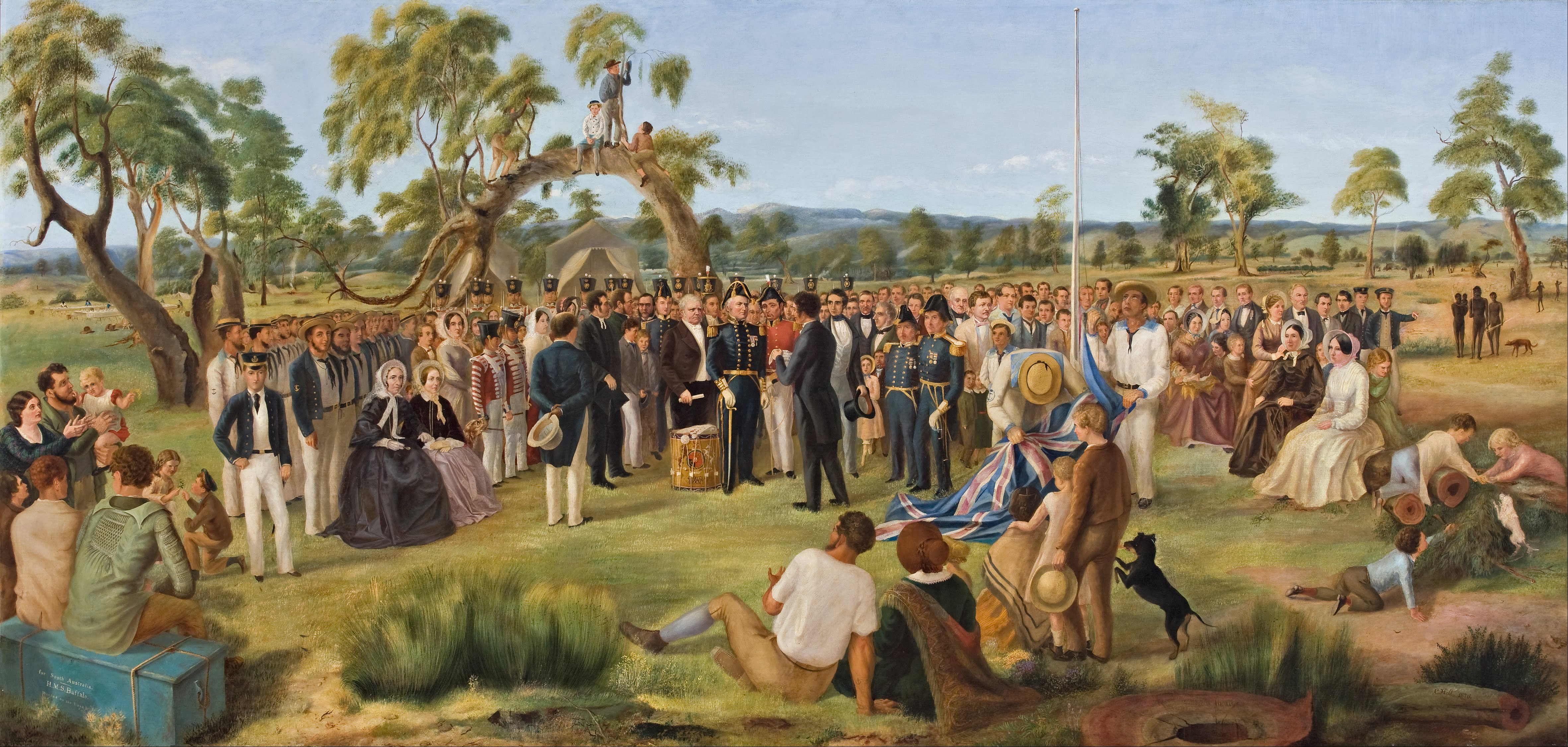
«Провозглашение Южной Австралии, 1836», Чарльз Хилл, ок. 1856

Само дерево, вероятно, эвкалипт камальдульский (Eucalyptus camaldulensis), погибло к 1907 году. Повреждённая внешняя поверхность эвкалипта была залита бетоном в 1963 году.
Эвкалипт был внесён в бывший Реестр Национального наследия в 1978 году и внесён в Реестр наследия Южной Австралии в 1980 году.

## Галерея

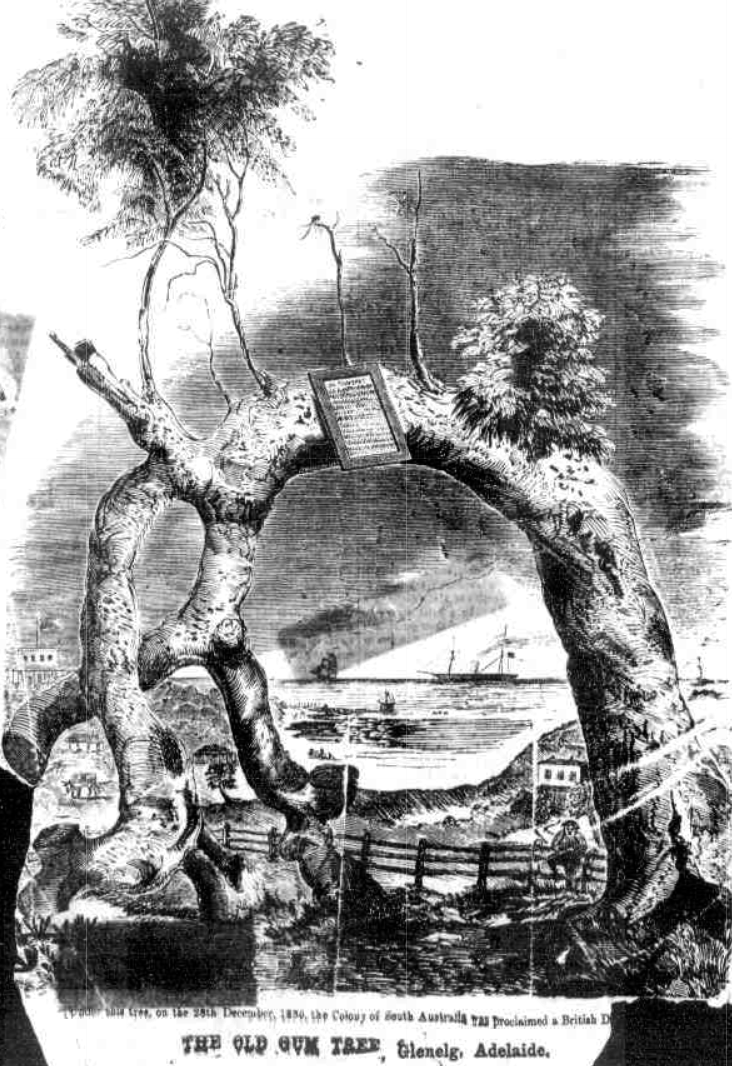
Старый эвкалипт в 1867 году
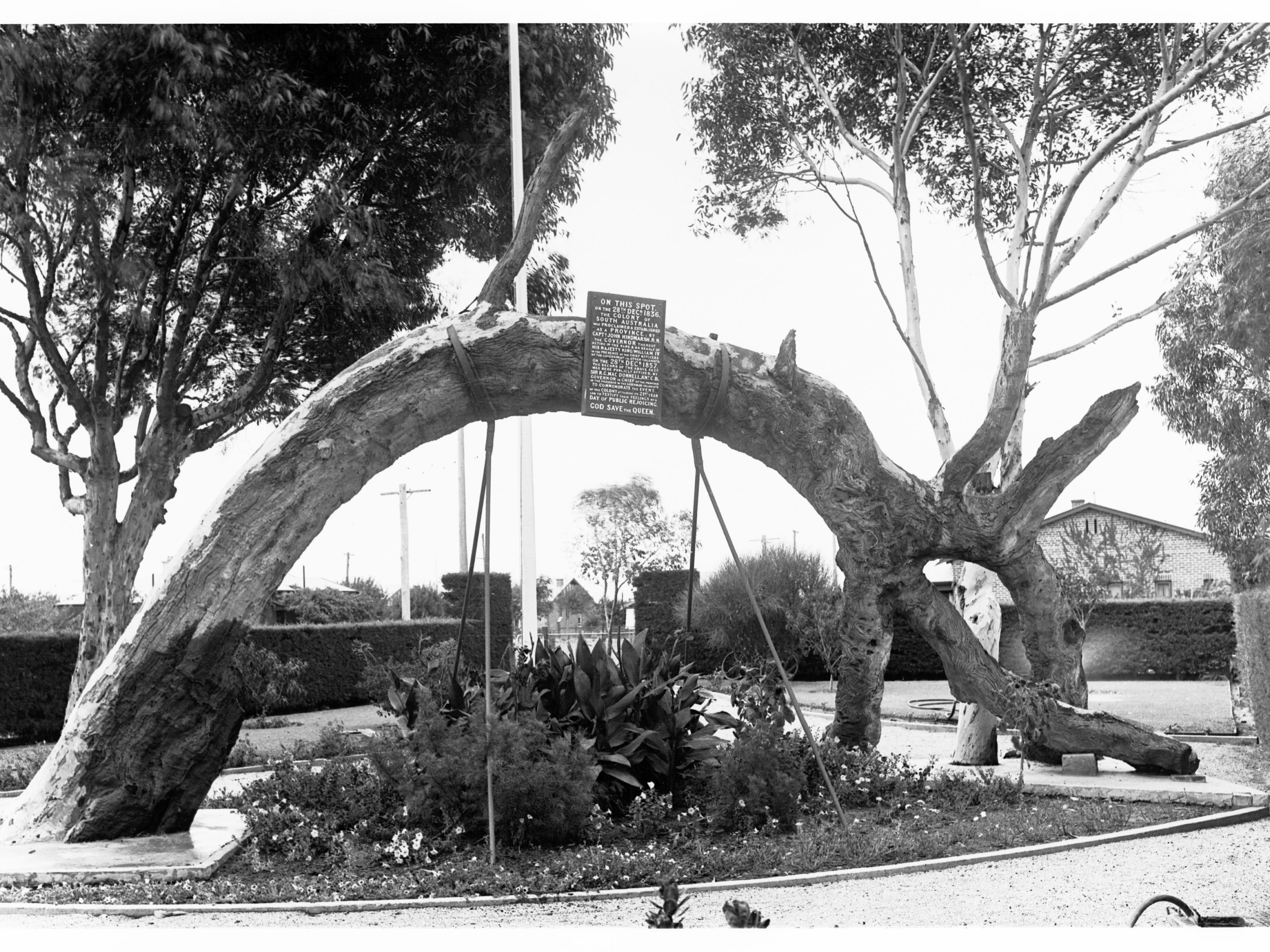
Старый эвкалипт в 1936 году
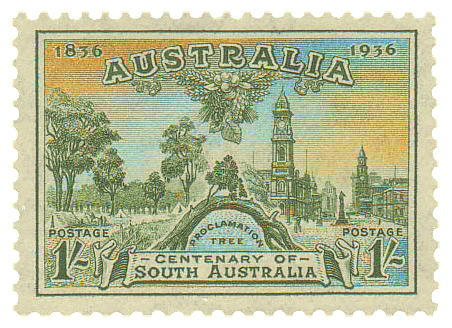
Почтовая марка Австралии 1936 года
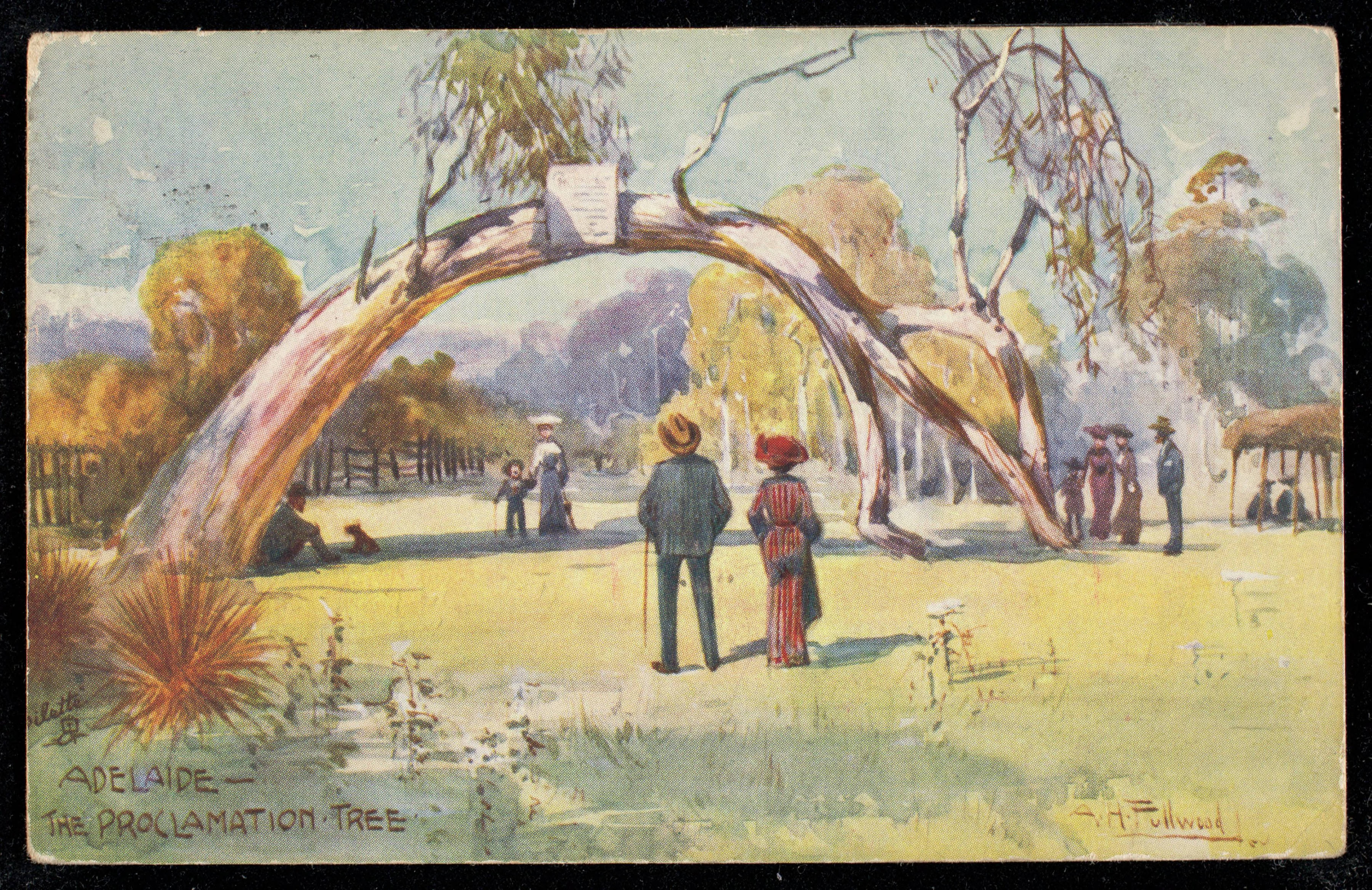
Почтовая карточка 1903 года